# 旧草嶺トンネル
旧草嶺トンネル（きゅうそうれいトンネル、きゅうツァオリントンネル、繁体字中国語: 舊草嶺隧道）は台湾新北市と宜蘭県境にある全長2,167メートルの単線非電化の鉄道トンネル。日本統治時代の1924年（大正13年）10月9日に台湾総督府鉄道（現台湾鉄路管理局、以下台鉄）宜蘭線上に開通し、当時は東南アジアで最長の鉄道トンネルだった。複線電化に伴う新ルート開通後は旧草嶺自転車道（繁体字中国語: 舊草嶺自行車道）というサイクリングロード）として再活用されている。

## 歴史

### 開通まで
旧草嶺トンネルは台湾鉄路管理局東部幹線（宜蘭線）の福隆駅と石城駅の間に位置する。元は三貂角近辺の海岸部を迂回する予定だったが、山腹に危険な岩石の存在が確認されたため、このルートに変更された。鹿島組（現鹿島建設の前身）が施工を担当し、1921年11月28日に北側を、12月16日に南側を着工した。
1924年2月21日に貫通し、翌日の貫通式には台湾総督府殖産局局長の喜多孝治や鉄道部部長の新元鹿之助、台北州知事高田富蔵などが出席した。
10月9日に竣工し。このトンネルは宜蘭線の重要区間であり、台湾総督府交通局鉄道部は同年11月30日に全線開業式典を開催し、翌日12月1日に正式に単線非電化で営業運転を開始した。同日の全通とともに貢寮庄停車場（現貢寮駅）と澳底停車場（現福隆駅）も開業している。
日本統治時代においてこのトンネルは台湾最長の鉄道トンネルで、開通時点では日本で6番目の長さだった。建設中はマラリアが流行しただけでなく交通も不便（当時の宜蘭線北段の終点は双渓駅）であり、掘削期間中は作業事故やその他災害で死傷者が続出し、工期が長引いた。死亡者は11名（4名は台湾人、7名は日本人）、負傷者が366名を数え（350名が台湾人、16名が日本人）、宜蘭地方の交通事情改善に伴う少なからぬ代償となった。宜蘭線が完工、開通時に台湾日日新報の記事見出しが『血と魂の結晶』であり、そこからは尊い生命の形容とそれに対する哀悼の意が読み取れる。
完工前に疾病で殉職した日本人技師で現場監督の吉次茂七郎を追悼すべく、トンネルの完工時は工事関係者有志により、北側入口から約90メートルの線路際に『故吉次茂七郎君之碑』が建立された（北緯25度00分18.0秒 東経121度57分29.6秒 / 北緯25.005000度 東経121.958222度）。2016年には吉次の子孫が日本から現地を訪問している。

### 廃止
草嶺トンネルは開通後約50年にわたって台北と宜蘭を結ぶ重要な交通手段の役割を担ってきた。北廻線が開業するまでに台鉄は既に宜蘭線を縦貫線と北廻線を連結する重要幹線とみなし、将来の輸送力飽和も見据えて複線化を急ぐことになった。台鉄は台湾省政府に『宜蘭線鉄路複線化工程』計画を提出し、1979年12月に行政院の認可を得た。複線化事業は将来の電化を見据え、トンネル区間でも上方に架線を敷設させるための余裕空間をもたせることになった。草嶺トンネルはこの電化対応の基準を満たす高さではなく、並行して「新草嶺トンネル」を建設することになった。新草嶺トンネルは1985年に完工開通し、旧トンネルは鉄道トンネルとしての使命を終えて閉鎖された
|                    |                            |
| 故吉次茂七郎君之碑 | 旧草嶺トンネル自転車道内部 |

### 自転車道として再生へ
廃止後22年間放置されてきたが、2007年に遊歩道として一般開放、翌2008年8月10日には「旧草嶺隧道自転車道」として再開通、2011年には全長20kmの「旧草嶺環状線自転車道」として東北角自転車道の一部に組み込まれ、現在は台湾本島を一周する自転車道「環島1号線」の一部を構成しサイクリングの名所となっている。
なお、通行できるのは8:30～17:00までの時間帯となっている。

## 建築
本トンネルは全て赤レンガ造りで、入口上部のパラペットには石造りの装飾が施されている。全体の構造はシンプルで、華美な装飾はない。開口部は五重の赤レンガによるアーチ、その上方には扁額が施されている。北側（八堵方）には篆刻による草書体で『制天險』と刻まれ、揮毫は当時の総督府鉄道部長だった新元鹿之助によるもの。南側（蘇澳方）は総督府の総務長官だった賀来佐賀太郎による揮毫『白雲飛處』がある。この題字は自転車道開通当時、交通部観光局が当時の文献を調査した解釈として『國雲飛處（国雲飛処）』という説を推したが、あまりに達筆なため市民によって頭文字が「國」か「白」で論争が起きた。2011年当時の中華民国交通部部長だった毛治国による考証で「白」説に決着した。
トンネル断面は当時の伝統的な山型で、完工時の排水を意図して中央部ほど高く開口部へ緩い下り傾斜となっている。斜度は1.52-10パーミルの間。また、トンネル内は南側出口の一部にカーブがある以外は大部分が直線で構成されている。
2001年には台湾歴史建築百景に選定。2004年7月には宜蘭県の文化資産（県定古蹟）に指定された。

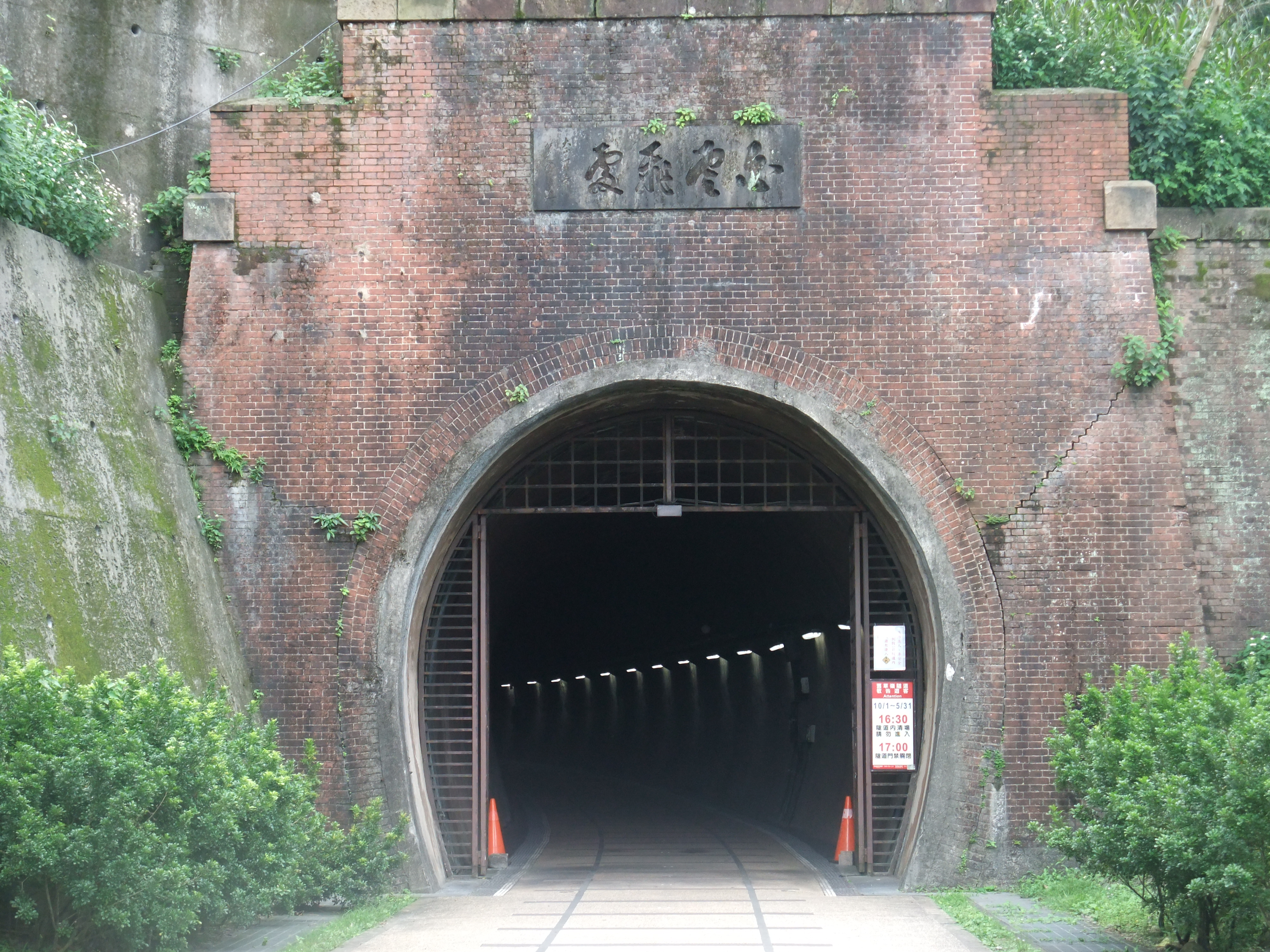
南側（石城方）入口
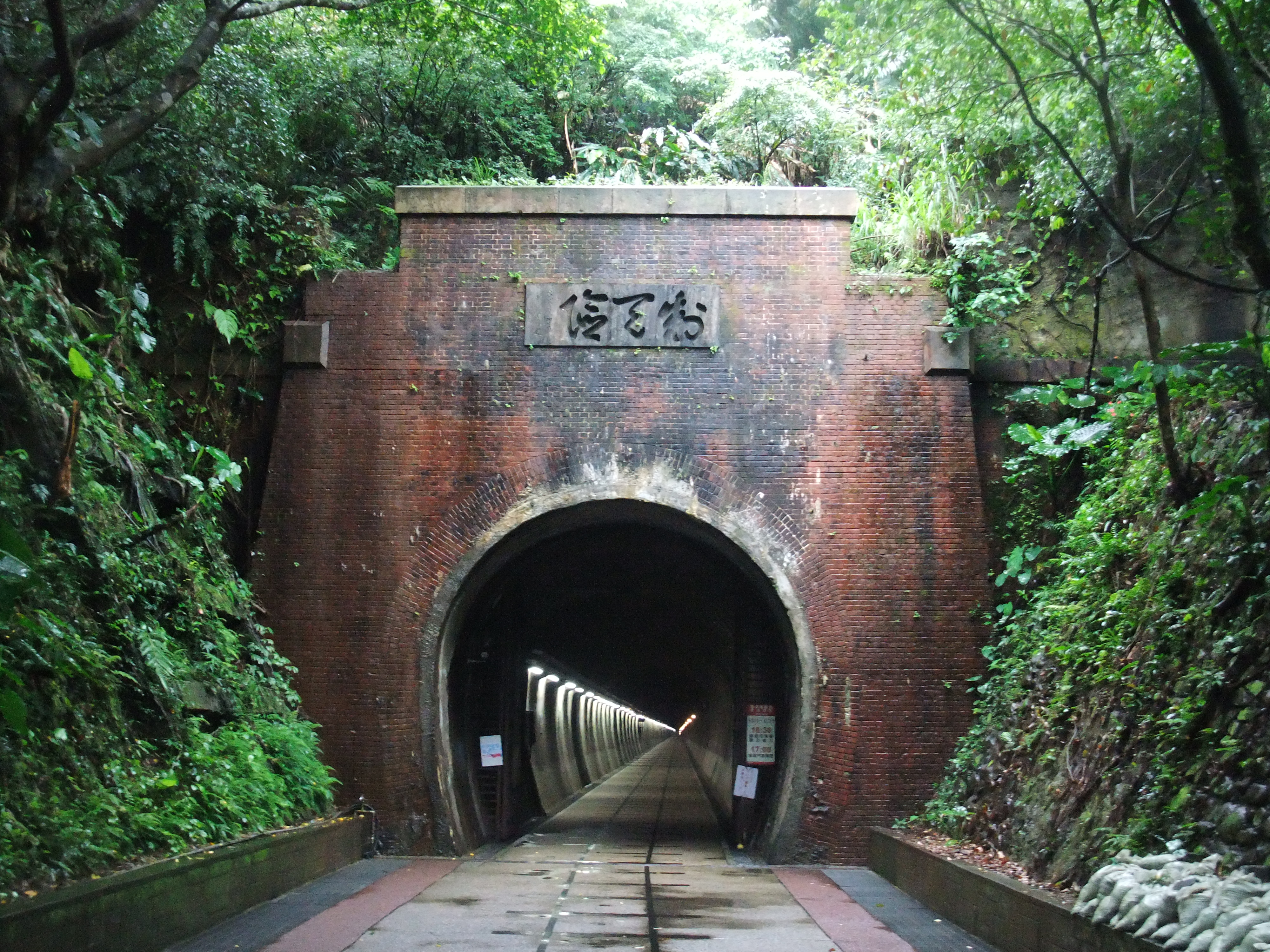
北側（福隆方）入口

## 交通
- 福隆駅からレンタサイクルまたはバス（新北市公車（中国語版）F836路）で「舊草嶺隧道[新巴士]」下車
- 石城駅から東へ徒歩約20分、またはバスで「隧道前」下車

### 註釈
1. 1 2 3 4 5 6  台湾日日新報の紙面は中央研究院のデジタルアーカイブで題字の検索と記事の閲覧が可能[9]
2. ↑  上位10傑で長い順に笹子トンネル、（旧）生駒トンネル、冠着トンネル、小仏トンネル、新逢坂山トンネル、本トンネル、矢岳第一トンネル、第二白坂トンネル、平瀬トンネル、同じ宜蘭線の旧三貂嶺トンネル[8]。
3. ↑  ただし台鉄統計年報では5月17日に三貂嶺 - 牡丹間の切り替えが完了したと記述されている[17]。